# Amor (Mythologie)

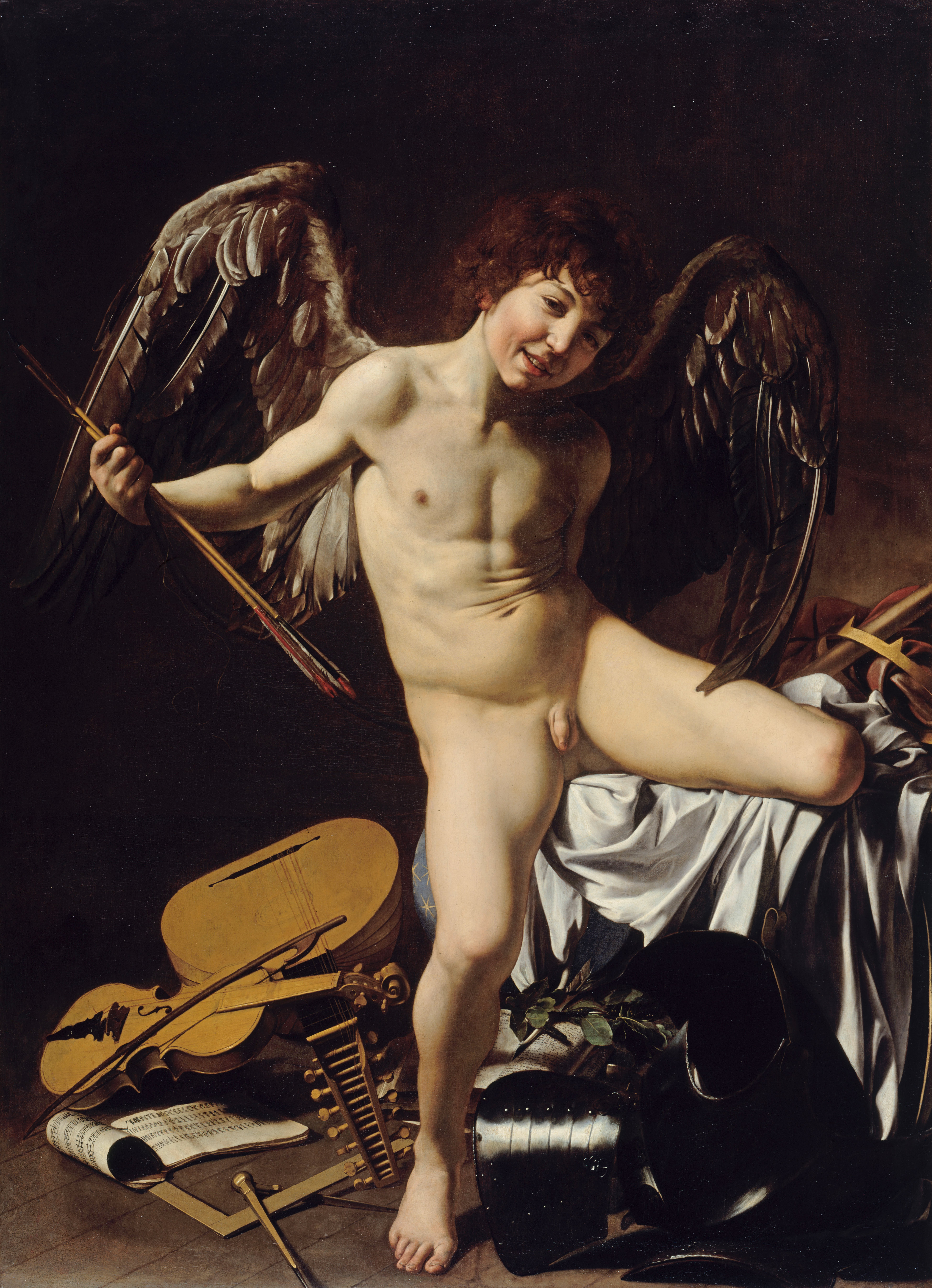
Omnia vincit Amor (Amor besiegt alles), Michelangelo Merisi da Caravaggio, 1602

Amor, oft auch Cupido genannt, ist in der römischen Mythologie der Gott und die Personifikation der Liebe (genauer: des Sichverliebens) und wird als halbwüchsiger Knabe nicht ohne schalkhafte Bosheit aufgefasst, der mit seinen Pfeilen ins Herz trifft und dadurch die Liebe erweckt. Widerstehen kann man ihm nicht: Omnia vincit amor („Amor besiegt alles“, wobei das lateinische Wort „amor“ auch direkt mit „Liebe“ übersetzt werden kann).
Amors griechisches Analogon ist Eros. Entsprechend der Abstammung des griechischen Eros von Aphrodite und Ares ist Amor der Sohn der Venus und des Mars. Sowohl in der griechischen als auch in der römischen Mythologie handelt es sich um eine Personifikation des abstrakten Begriffs „Liebe“. Nach den literarischen Zeugnissen ist Amor/Cupido mit Eros identisch. Die römische Personifikation erfolgte offenbar nicht unabhängig, sondern nach dem griechischen Vorbild. Vom 5. Jahrhundert v. Chr. an war den Römern die Gestalt des griechischen Liebesgottes geläufig. Cupido ist im Umfeld Roms zuerst als Inschrift auf einem faliskischen Stamnos aus dem 4. Jahrhundert v. Chr. bezeugt. Auf dem Gefäß ist er neben Ganymed und Jupiter als Ephebe dargestellt, wobei alle Götter mit ihrem Namen versehen sind. Der älteste literarische Beleg findet sich in der fragmentarisch erhaltenen Komödie Gymnasticus des Gnaeus Naevius aus dem späten 3. Jahrhundert v. Chr. In Bühnenstücken des Plautus, eines Zeitgenossen des Naevius, finden sich die ältesten Belege dafür, dass neben Cupido auch der Name Amor als Göttername verwendet wurde. Allerdings differenzierte Plautus, er nahm zwei ihrem Wesen nach verschiedene Liebesgötter an: Amor war für die Liebe zuständig, Cupido für die Begierde.
Die wohl bekannteste mythische Erzählung von Amor ist die von Apuleius in seinen Roman Metamorphosen eingebettete Erzählung von Amor und Psyche.
In der Emblematik wird Amor oft auch als blind dargestellt, was William Shakespeare im Sommernachtstraum so erklärt:
Die Liebe siehet durch die Phantasie,

Nicht durch die Augen, und deswegen wird

Der goldbeschwingte Amor blind gemalt.

Geflügelt ohne Augen deutet er

Der Liebe Hastigkeit im Wählen an;

Und weil sie leicht verlässt was sie erkohr,

So stellt man ihn als einen Knaben vor;

Wie Knaben oft beym Spiel meineydig werden,

So scherzt des Knaben Amors Leichtsinn auch

Mit seinen Schwüren.

Einschiffung nach Kythera, Jean-Antoine Watteau, 1718

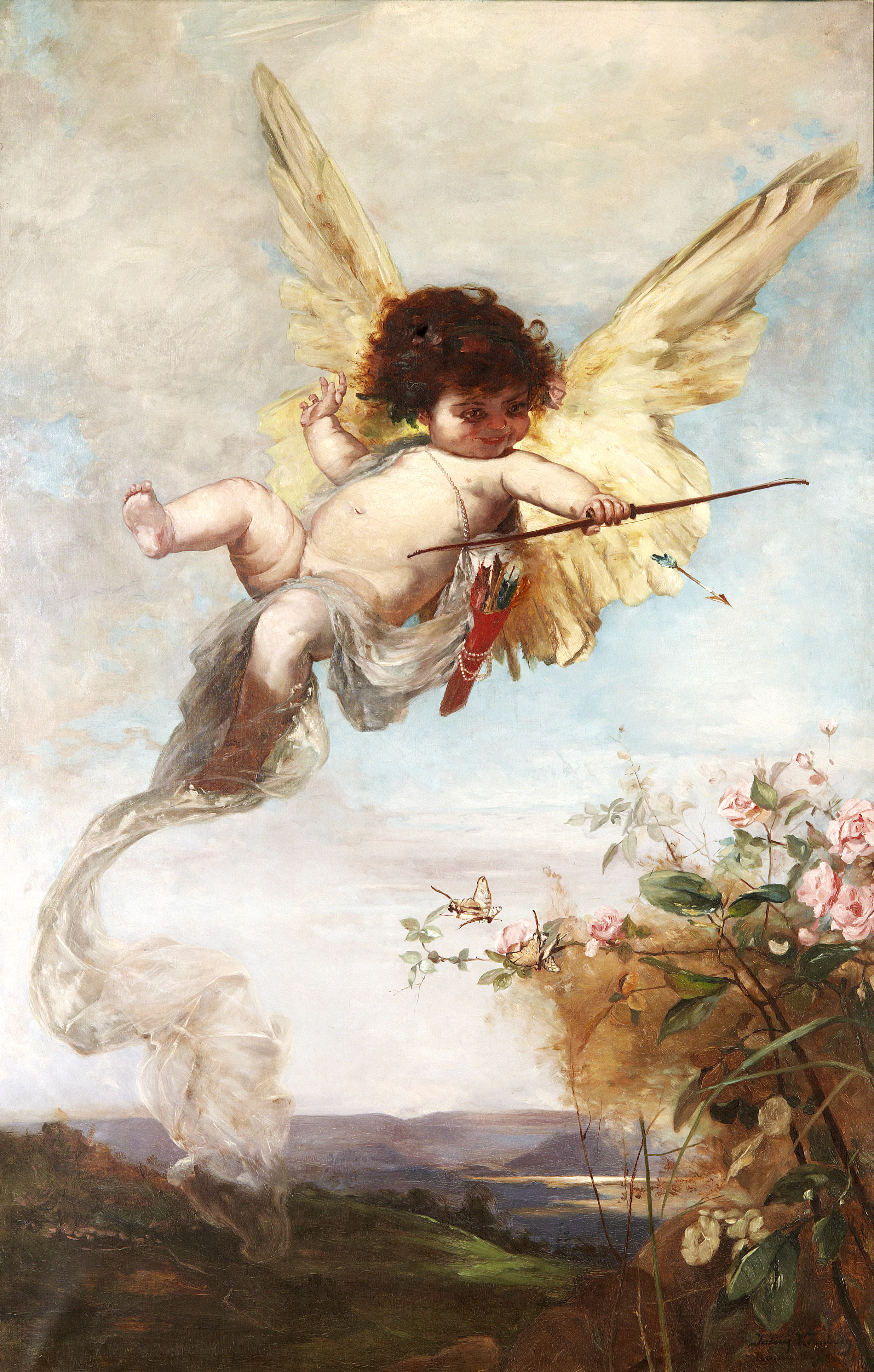
Zurückschießender Amor, Julius Kronberg, 1885

Analog zu den griechischen Eroten, den Mehrfachdarstellungen kindlicher Liebesgötter, gibt es zu Amor die Amoretten, die meist als nackte, geflügelte Knaben dargestellt werden. In der Kunst erscheinen sie zum Beispiel in Watteaus Gemälde Einschiffung nach Kythera.